# Tibulle
 (juillet 2020).
Si vous disposez d'ouvrages ou d'articles de référence ou si vous connaissez des sites web de qualité traitant du thème abordé ici, merci de compléter l'article en donnant les références utiles à sa vérifiabilité et en les liant à la section « Notes et références ».
Tibulle (en latin Albius Tibullus), né vers 54 ou 50 av. J.-C. et mort en 19-18 av. J.-C., est un poète romain élégiaque.
Avec Virgile et Horace, c'est un des inventeurs de la poésie champêtre.

## Biographie
Tout ce qu'on sait de Tibulle, c'est ce que nous en disent ses Élégies ainsi qu'un passage d'Horace et une biographie anonyme tardive.
Il naît vers 50 av. J.-C. dans une famille équestre (riches chevaliers) campagnarde et aisée, mais dont la fortune avait été sérieusement écornée par les redistributions de terres aux vétérans en 41 av. J.-C., mesure qui toucha également Virgile, Horace et Properce. La propriété familiale se situait sur le territoire de Pedum, entre Tibur et Préneste. On suppose qu’il perdit son père dès sa plus jeune enfance et qu’il fut élevé entre sa mère et sa sœur. Tibulle était l'un des poètes les plus distingués du siècle d'Auguste. D'après les textes, il était beau et riche et serait venu à Rome pour y achever ses études.
Marcus Valerius Messalla Corvinus fut son protecteur constant et fit de lui un des favoris de son cercle. Tibulle prit part aux deux expéditions militaires menées par Messalla en Gaule et en Orient.
Son amitié avec Horace est attestée par les deux pièces que ce dernier lui adressa : l’ode I, 33 et l’épître I, 4.
Sa mort suivit de très près celle de Virgile, et la quasi-simultanéité de ces deux disparitions ne manqua pas de frapper les esprits, ainsi qu’en témoigne cette épigramme d’un poète contemporain, Domitius Marsus :
« Te quoque Vergilio comitem non aequa, Tibulle,

Mors iuuenem campos misit ad Elysios,

Ne foret aut elegis molles qui fleret amores

Aut caneret forti regia bella pede. »
« Toi aussi, Tibulle, pour y accompagner Virgile,

Une mort inique t’a, dans la fleur de l’âge, envoyé aux Champs-Elysées,

Afin qu’il n’y eût plus personne pour pleurer les tendres amours en vers élégiaques

Ni pour chanter les guerres des rois sur le mètre héroïque. »
Selon Jean-Yves Maleuvre, cette tragique coïncidence ne serait pas le pur fruit du hasard. J.-Y. Maleuvre met alors en cause la responsabilité de l’empereur Auguste. En ce qui concerne Tibulle, ses soupçons se fondent particulièrement sur l’analyse de l’épître I, 4 d’Horace et de l’élégie III, 9 des Amours d’Ovide. Selon lui Tibulle aurait été un opposant du régime augustéen et un adepte assidu de la cacozelia latens, ou « écriture secrète » - qu'auraient aussi pratiquée Virgile, Horace, Properce et Ovide. Jean-Yves Maleuvre prétend s'appuyer sur une lecture attentive des deux pièces qu’Horace a adressées à Tibulle. L’épître I, 4, par exemple, précise que ce poète réputé tendre et inoffensif devait, dans ses élégies, « vaincre les crépuscules de Cassius de Parme » : or, Cassius de Parme était l’un des assassins de Jules César, et son calame valait une dague. Selon J.-Y. Maleuvre, Tibulle pouvait aussi difficilement oublier qu’Auguste avait été le grand maître d’œuvre des spoliations de 41. Cette interprétation de l'œuvre de Tibulle et de la poésie augustéenne, qui bouscule l'opinion généralement admise, fait l'objet d'âpres discussions parmi les spécialistes.

## Œuvre

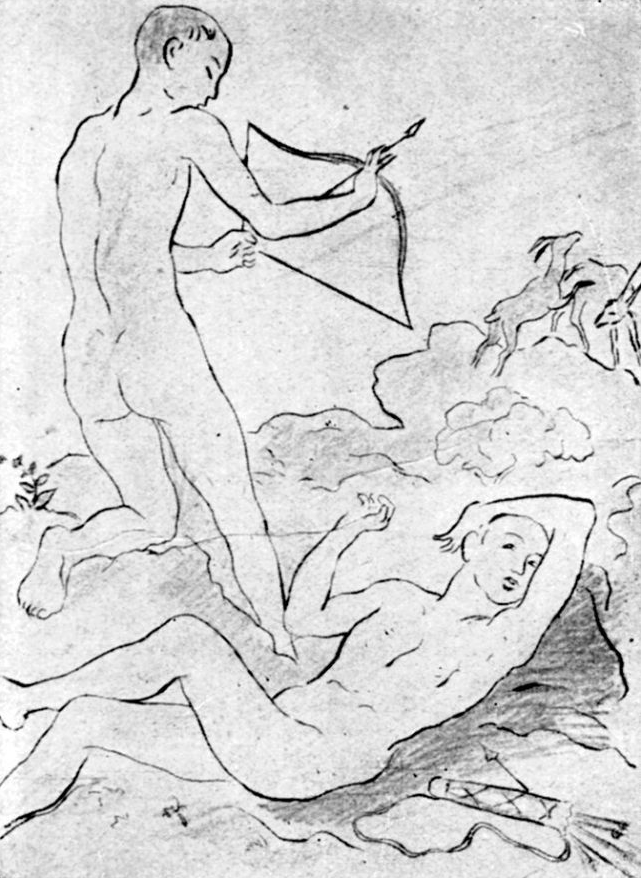
Illustration par Otto Schoff d'une édition moderne des Élégies de Tibulle.

Le Corpus Tibullianum a transmis sous son nom 4 livres d’élégies, dont seuls les deux premiers sont aujourd’hui considérés comme authentiques. Le poète chante ses amours tumultueuses pour deux femmes, Délie et Némésis, ainsi que pour un jeune garçon du nom de Marathus. Tel est du moins l’alibi.
- Livre I : 10 élégies. Il fut publié en 26 / 25 av. J.-C.
- Livre II : 6 élégies, livre inachevé publié de façon posthume.
- Livres III et IV : ils appartiennent au Corpus Tibullianum et sont apocryphes.

## Style
Le style de Tibulle, tersus atque elegans (clair et élégant), comme le définit Quintilien, est l'un des modèles du classicisme. Tibulle travaille avec un lexique limité et un nombre restreint de thèmes, qu'il varie pour créer des effets différents, passant de la douceur à la mélancolie, ce qui lui vaut d'être défini comme un « poète triste », parfois coléreux.
Il ne fait pas preuve de l'érudition mythologique qui caractérise le style de son contemporain Properce, et la langue de Tibulle est exempte d'archaïsmes, de grécismes et de néologismes, ainsi que d'anomalies morphologiques. Ce qui caractérise sa poésie, c'est la description d'un type d'amour intense et bouleversant, mais fragile, précaire et difficile à gérer. Une autre de ses caractéristiques est le mélange de références à la religion traditionnelle et d'éléments de pratiques magiques et occultes.
Les poètes Philippe Desportes (1546-1606) et Charles de Villette (1736-1793) ont été surnommées les « Tibulle français ».

## Œuvres
- Tibulle, Élégies, texte établi et traduit par Max Ponchont, Paris, Belles Lettres, CUF, première édition 1924 (bilingue, édition scientifique).
- Tibulle, Élégies, livre I, traduction de Max Ponchont, Paris, Hatier Scolaire, 2001 (bilingue, scolaire).
- Élégies de Tibulle, suivies des Baisers de Jean Second - 2 Volumes - Traduction de Mirabeau - Paris, 1798. Cette traduction a été faite par Mirabeau, alors enfermé au donjon de Vincennes, en hommage à Sophie de Monnier, sa maîtresse, elle-même enfermée dans un couvent à Gien. Tome Ier . Tome II

## Postérité

### Dans les arts
- Tibulle et Délie, opéra en un acte, musique de Mademoiselle Beaumesnil (1784)
- Les festes grecques et romaines, ballet en musique de François Colin de Blamont (1723)